# Морна

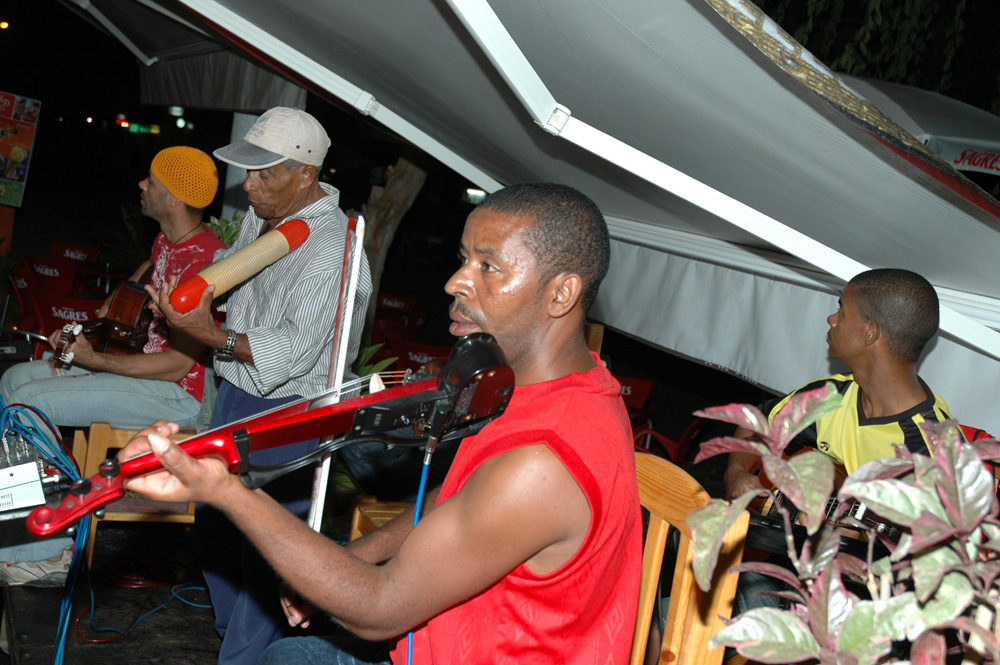
Гурт виконує мізику у стилі морна

Морна (порт. Morna) — музичний стиль Островів Зеленого Мису. За одними даними, виник на початку XIX століття на базі «лундум» — музичного напрямку, поширеного в Анголі. За іншими — на базі Модін c португало-бразильськими корінням.
Ритм морна.
Спочатку мав бадьорий сатиричний ритм. У 70-х роках XIX століття під впливом фаду придбав мінорний відтінок.
Однією з найвідоміших виконавиць у жанрі морна була Сезарія Евора.